# Franja (ime)
Franja je  žensko osebno ime.

## Izvor imena
Ime Franja je različica ženskega osebnega imena Frančiška.

## Pogostost imena
Po podatkih Statističnega urada Republike Slovenije je bilo na dan 31. decembra 2007 v Sloveniji število ženskih oseb z imenom Franja: 303.

## Osebni praznik
V koledarju je ime Franja skupaj z imenom Frančiška.